# Beeswax: Some B-Sides 1977-1982
Beeswax: Some B-Sides 1977-1982 (1982) è la seconda raccolta di singoli degli XTC.

## Il disco
Seconda compilation della band di Swindon, pubblicato il 5 novembre 1982, raccoglie i lati B dei primi singoli pubblicati su Waxworks: Some Singles 1977-1982. Come per Waxworks: Some Singles 1977-1982 la maggior parte dei brani presenti sono versioni già pubblicate in precedenza, tranne: Hang On to the Night in una versione più lunga di alcuni secondi e Heaven Is Paved with Broken Glass in una versione remixata. In Gran Bretagna il disco è stato venduto insieme a Waxworks: Some Singles 1977-1982 con un adesivo in copertina con scritto "2 dischi al prezzo di 1", mentre in altre nazioni (Italia compresa) i due dischi hanno formato un vero e proprio disco doppio.

## Tracce
Lato A
1. She's So Square (Andy Partridge) – 3:06
2. Dance Band (Colin Moulding) – 2:40
3. Hang On to the Night (Partridge) – 2:12
4. Heatwave (Moulding) – 2:10
5. Instant Tunes (Moulding) – 2:31
6. Pulsing Pulsing (Partridge) – 1:37
7. Don't Lose Your Temper (Partridge) – 2:33
8. Smokeless Zone (Moulding) – 3:50

Lato B
1. The Somnambulist (Partridge) – 4:37
2. Blame the Weather (Moulding) – 3:39
3. Tissue Tigers (The Arguers) (Partridge) – 3:57
4. Punch and Judy (Partridge) – 2:44
5. Heaven Is Paved with Broken Glass (Moulding) – 4:23